# Semplińscy herbu Szeptycki

Semplińscy – polski ród szlachecki herbu Szeptycki.
Pierwsza wzmianka o nazwisku Sempliński pochodzi z XVI wieku. Laurentius Francisci Semplinski student Uniwersytetu w Krakowie w 1595 roku. Bartosz Sempliński posiadał dobra  Fiedrowo i Siemieczyno w Województwie Smoleńskim w 1627 roku.
Protoplastą rodu Stefan Kazimierz Szeptycki Sempliński był dworzaninem króla Janа Kazimierzа i towarzyszem pancernym hetmana wielkiego litewskiego Januszа Radziwiłłа, posiadał dobra Sulle i Dzietław w województwie witebskim. 22 grudnia 1819 roku Wileńska Szlachecka Deputacja Wywodowa uznała ród Semplińskich herbu Szeptycki za rodowitą i starożytną szlachtę polską. Ród Semplińskich został zatwierdzony w szlachectwie ukazem Departamentu Heroldii Urzędującego Senatu z 22.08.1847, № 13484.